# Der Bär (1988)
Der Bär (Originaltitel: L’Ours) ist ein französischer Spielfilm aus dem Jahr 1988. Regie führte Jean-Jacques Annaud, das Drehbuch schrieb Gérard Brach basierend auf James Oliver Curwoods Roman Tyrr, der Grislybär. Annaud gewann für den Film einen César.
Der Tierspielfilm vereint Elemente des Tierfilms, Abenteuerfilms, Westerns, Filmdramas und Familienfilms. Er kommt fast ohne Dialoge aus und konzentriert sich auf zwei Braunbären, einen jungen Grizzly und einen ausgewachsenen Kodiakbären. In der Realität teilen sich diese Bärenarten nicht denselben Lebensraum. Gegen Ende des Films rücken die Menschen zunehmend in den Vordergrund, was sich auch an vermehrten Dialogen zeigt. Vor allem die innere Wandlung des jüngeren Jägers im Verhalten gegenüber den Bären nimmt zunehmend breiteren Raum ein, zuletzt wird der Film didaktisch und entwickelt Züge eines Lehrfilms.

## Handlung
British Columbia, Kanada, im Jahr 1885: Ein Braunbärenjunges ist gemeinsam mit seiner Mutter auf Nahrungssuche und verliert seine Mutter, als diese von herabstürzenden Felsen getötet wird. Die Bärin war dabei, für sich und das Junge Waben aus einer Bienenhöhle zu ziehen. Das Bärenjunge wandert nach einer Nacht neben der Leiche der Mutter ziellos umher, seiner Mutter nachtrauernd, und trifft auf einen ausgewachsenen Bären, der von zwei Jägern an der linken Schulter angeschossen wurde. Die Jäger haben auch die tote Mutter gehäutet und ihr Fleisch am Lagerfeuer gebraten und gegessen. Der ausgewachsene Bär, ein Männchen, ist dem Jungtier zunächst feindlich gesinnt. Der Bann ist jedoch gebrochen, als der kleine Bär die Schusswunde des großen leckt. Von nun an sind sie fast unzertrennlich. Der große Bär führt den kleinen in die gemeinsame Lebenswelt ein, lehrt ihn das Fangen von Lachsen und nimmt ihn mit auf die Hirschjagd. Als sie eine Bärin treffen, paart sich der große Bär mit ihr, während der kleine von einem Felsen aus verständnislos zuschaut.
Der ausgewachsene Bär hat, nachdem er angeschossen wurde, das Lager der Jäger überfallen und mehrere Pferde zum Teil tödlich verletzt. Dieser scheinbare Racheakt des Bären führte zu einer Hassreaktion – insbesondere des älteren Jägers, weshalb sich die beiden entschließen, die Jagd wieder aufzunehmen, nachdem einer der Jäger einen Kollegen mit mehreren Hunden hinzugezogen hat.
Nach der Ankunft der Hunde finden diese den Bären, der ihnen aber entkommt, wobei er mehrere der Hunde tötet. Die Jäger schaffen es jedoch, das Bärenjunge gefangen zu nehmen. Die Jäger töten das Bärenjunge nicht, sondern halten es als eine Art Maskottchen mit einem Halsband. Besonders der jüngere der Jäger, Tom, der kurz zuvor seinen Lieblingshund durch den Bärenangriff verloren hat, freundet sich mit dem kleinen Bären an, spielt mit ihm und gibt ihm Dosenmilch zu trinken.
Als der Jäger Tom in einem Moment der Unachtsamkeit dem großen Bären auf einem Felsvorsprung gegenübersteht, verschont der Bär trotz deutlicher Drohgebärde den um sein Leben flehenden Jäger. Nachdem sich der Bär entfernt hat, ergreift der Jäger sein Gewehr und will den Bären von hinten erschießen, verschont ihn dann aber doch und hält auch seinen Jägerfreund Bill davon ab, den Bären zu töten. Tom lässt das Bärenjunge frei. Dieses möchte erstaunlicherweise nicht zurück in die Freiheit entlassen werden und folgt den Jägern solange, bis sie es verscheuchen. Es wandert erneut allein umher und wird von einem Puma angegriffen, dem das Junge unterlegen ist. Allerdings taucht im letzten Moment der ausgewachsene Bär auf und verjagt den Puma. Daraufhin beginnt es zu schneien und die beiden Bären suchen sich eine Höhle im Fels als Winterquartier. Die letzte Einstellung zeigt die beiden Tiere eng aneinander gekuschelt im Winterschlaf.

## Hintergrund
Jean-Jacques Annaud, der später mit Zwei Brüder einen weiteren Tierfilm drehte, bereitete sich sechs Jahre auf den Film vor. Das Dressieren der beiden Bären nahm vier Jahre in Anspruch. Die Dreharbeiten dauerten 109 Tage, die Produktionskosten betrugen ungefähr 140 Millionen Francs (20,3 Millionen Euro). Drehort waren die Dolomiten bei Lienz. Während eines Fototermins für die Presse während der Dreharbeiten wurde Annaud von Bart mit einer Klaue schwer am Rücken verletzt und musste zwei Monate lang einen Shunt auf der Wunde tragen.
Gedreht wurde der Film in englischer Sprache. Die Musik wurde größtenteils vom London Symphony Orchestra eingespielt. Die Träume des kleinen Bärenjungen, zumeist Albträume, etwa vom Tod der Mutter oder von einer Begegnung mit für das unerfahrene Bärenjunge unheimlichen Fröschen, wurden durch Verfärbung des Films und durch Trickfilmsequenzen dargestellt. Die Halluzinationen des kleinen Bären nach dem Genuss von Fliegenpilzen wurden mit Hilfe von Trickelementen und Puppen aus Jim Henson’s Creature Shop als psychedelischer Trip inszeniert.
Der französische Kinostart war der 19. Oktober 1988. Bis zu seiner Kinoaufführung in den USA am 25. Oktober 1989 spielte der Film weltweit über 100 Millionen US-Dollar ein und erwies sich so als kommerzieller Erfolg. In Frankreich sahen sich über neun Millionen Zuschauer den Film in den Kinos an, bei der Erstausstrahlung im französischen Fernsehen 1992 auf TF1 schalteten über 16 Millionen Zuschauer ein, was einen Rekord bedeutete. In den USA hatte der Film ein Einspielergebnis von über 30 Millionen US-Dollar.

## Tierdarsteller

### Bart
Der ausgewachsene Bär im Film war der von mehreren Tierrollen bekannte Kodiakbär Bart the Bear.

### Youk
Es wurden insgesamt zwölf Jungtiere als Tierdarsteller eingesetzt. Darunter befand sich eine junge Bärin, die später in den ZooParc de Beauval in Frankreich kam und dort unter dem Namen „Gogol“ bis März 2018 lebte. Für den Transport in ein neues Gehege wurde sie am 27. März 2018 narkotisiert, überlebte diese Anästhesie aber aufgrund ihres hohen Alters nicht. Weitere Jungbären kamen später in zoologische Einrichtungen in Sainte-Montaine, Saint-Martin-la-Plaine, Linz und Limbourg.

## Kritiken
Der US-amerikanische Filmkritiker Roger Ebert schrieb in der Chicago Sun-Times, dass Der Bär kein niedlicher Fantasy-Film sei, sondern realitätsnah und „eindrucksvoll“ das Leben eines Bären in der Wildnis schildere.
Laut dem deutschen film-dienst setze der Film „ganz auf seine beiden Hauptdarsteller, die Bären“. Annauds Regiearbeit sei „unterhaltsam, spannend und visuell attraktiv aufbereitet, wenn er den Tieren auch zu viel an menschlicher Motivation unterschiebt“. „Mit ‚Der Bär‘ gelang Jean-Jacques Annaud ein fesselndes Naturdrama mit spannender Story und atemberaubenden Bildern.“ „Rührend, dramatisch und tierisch gut“, befand Cinema.

## Auszeichnungen
Bei der Oscarverleihung 1990 war der Film in der Kategorie Bester Schnitt nominiert, konnte sich jedoch nicht gegen das Kriegsdrama Geboren am 4. Juli durchsetzen. Für die Beste Kamera erhielt der Film eine Nominierung für den BAFTA Award, musste sich aber Mississippi Burning geschlagen geben. Für den Young Artist Award war Der Bär 1990 als Bester Spielfilm – Abenteuer oder Cartoon nominiert.
Den wichtigsten französischen Filmpreis, den César, gewann Jean-Jacques Annaud in der Kategorie Beste Regie und konnte sich dabei unter anderem gegen Luc Besson, der für Im Rausch der Tiefe nominiert war, behaupten. Noëlle Boisson wurde für den Besten Schnitt ausgezeichnet. In den Kategorien Bester Film, Beste Kamera, Bester Ton und Bestes Filmplakat war der Film ebenfalls nominiert. Des Weiteren erhielt Der Bär den Prix de l’Académie nationale du cinéma als Bester Film.
Die Deutsche Film- und Medienbewertung FBW in Wiesbaden verlieh dem Film das Prädikat besonders wertvoll.